# Liste der Kulturdenkmale in Berlin-Wittenau

Lage von Wittenau in Berlin

In der Liste der Kulturdenkmale in Berlin-Wittenau sind die Kulturdenkmale des Berliner Ortsteils Wittenau im Bezirk Reinickendorf aufgeführt.

## Denkmalbereiche (Ensembles)
| Nr.      | Lage                                                                          | Offizielle Bezeichnung | Bestandteile / Beschreibung | Bild                                |
| -------- | ----------------------------------------------------------------------------- | --- | --- | ----------------------------------- |
| 09011768 | Alt-Wittenau 30-32A, 34, 37-38V, 56, 64-66, 68-69 Eichborndamm 242/260 (Lage) | Ortskern Wittenau mit Dorfanger, Kirche und Straße Alt-Wittenau Baudenkmale siehe: Alt-Wittenau 30-31, 32A, 34, 37-37B, 37L-N, 38-38V, 56, 66, 68-69, Dorfkirche Gartendenkmal siehe: Alt-Wittenau 68-69, Dorfanger | Weitere Bestandteile des Ensembles: | Weitere Bestandteile des Ensembles: |
| 09011768 | Alt-Wittenau 30-32A, 34, 37-38V, 56, 64-66, 68-69 Eichborndamm 242/260 (Lage) | Ortskern Wittenau mit Dorfanger, Kirche und Straße Alt-Wittenau Baudenkmale siehe: Alt-Wittenau 30-31, 32A, 34, 37-37B, 37L-N, 38-38V, 56, 66, 68-69, Dorfkirche Gartendenkmal siehe: Alt-Wittenau 68-69, Dorfanger | 09011765 – Alt-Wittenau 64 – Pfarrhaus (Lage) Fertigstellung: 1865 |                                     |
| 09011768 | Alt-Wittenau 30-32A, 34, 37-38V, 56, 64-66, 68-69 Eichborndamm 242/260 (Lage) | Ortskern Wittenau mit Dorfanger, Kirche und Straße Alt-Wittenau Baudenkmale siehe: Alt-Wittenau 30-31, 32A, 34, 37-37B, 37L-N, 38-38V, 56, 66, 68-69, Dorfkirche Gartendenkmal siehe: Alt-Wittenau 68-69, Dorfanger | Gemeindesaal, 1925 durch Umbau des Stallgebäudes |                                     |
| 09011768 | Alt-Wittenau 30-32A, 34, 37-38V, 56, 64-66, 68-69 Eichborndamm 242/260 (Lage) | Ortskern Wittenau mit Dorfanger, Kirche und Straße Alt-Wittenau Baudenkmale siehe: Alt-Wittenau 30-31, 32A, 34, 37-37B, 37L-N, 38-38V, 56, 66, 68-69, Dorfkirche Gartendenkmal siehe: Alt-Wittenau 68-69, Dorfanger | 09011766 – Alt-Wittenau 65 – Gesellschaftshaus Wittenau (Lage) Wohnhaus mit Gaststätte Fertigstellung: um 1874 Erweiterungen und Umbau: 1893 und 1921 Einbau von Läden: um 1930                  |                                     |
| 09011768 | Alt-Wittenau 30-32A, 34, 37-38V, 56, 64-66, 68-69 Eichborndamm 242/260 (Lage) | Ortskern Wittenau mit Dorfanger, Kirche und Straße Alt-Wittenau Baudenkmale siehe: Alt-Wittenau 30-31, 32A, 34, 37-37B, 37L-N, 38-38V, 56, 66, 68-69, Dorfkirche Gartendenkmal siehe: Alt-Wittenau 68-69, Dorfanger | Gaststätte |                                     |
| 09011923 | Eichborndamm 274, 276-280, 282-288 (Lage)                                     | Wohnhäuser und Gemeindebauten Baudenkmale siehe: Eichborndamm 274/284, 277, 279 | Weitere Bestandteile des Ensembles: | Weitere Bestandteile des Ensembles: |
| 09011923 | Eichborndamm 274, 276-280, 282-288 (Lage)                                     | Wohnhäuser und Gemeindebauten Baudenkmale siehe: Eichborndamm 274/284, 277, 279 | 09011927 – Eichborndamm 283 – Wohnhaus und Stall (Lage) Wohnhaus: Fertigstellung um 1860 |                                     |
| 09011923 | Eichborndamm 274, 276-280, 282-288 (Lage)                                     | Wohnhäuser und Gemeindebauten Baudenkmale siehe: Eichborndamm 274/284, 277, 279 | Stall: Fertigstellung 1898 |                                     |
| 09011923 | Eichborndamm 274, 276-280, 282-288 (Lage)                                     | Wohnhäuser und Gemeindebauten Baudenkmale siehe: Eichborndamm 274/284, 277, 279 | 09011928 – Eichborndamm 285 – Wohnhaus (Lage) Wohnhaus: Fertigstellung um 1860 |                                     |
| 09011923 | Eichborndamm 274, 276-280, 282-288 (Lage)                                     | Wohnhäuser und Gemeindebauten Baudenkmale siehe: Eichborndamm 274/284, 277, 279 | Waschküche: Fertigstellung 1898 Stall und Scheune: Fertigstellung 1911 |                                     |
| 09011923 | Eichborndamm 274, 276-280, 282-288 (Lage)                                     | Wohnhäuser und Gemeindebauten Baudenkmale siehe: Eichborndamm 274/284, 277, 279 | 09011929 – Eichborndamm 286 – Gemeindearmenhaus Wittenau (Lage) Fertigstellung: um 1886 Umbau: 1965                                                                                              |                                     |
| 09011923 | Eichborndamm 274, 276-280, 282-288 (Lage)                                     | Wohnhäuser und Gemeindebauten Baudenkmale siehe: Eichborndamm 274/284, 277, 279 | 09011930 – Eichborndamm 287 – Mietshaus mit kaiserl. Postamt Dalldorf und Remise (Lage) Mietshaus und Post Fertigstellung: 1905 Entwurf und Ausführung: Otto Willing Bauherr: Johann Machalowski |                                     |
| 09011923 | Eichborndamm 274, 276-280, 282-288 (Lage)                                     | Wohnhäuser und Gemeindebauten Baudenkmale siehe: Eichborndamm 274/284, 277, 279 | Remise |                                     |
| 09011923 | Eichborndamm 274, 276-280, 282-288 (Lage)                                     | Wohnhäuser und Gemeindebauten Baudenkmale siehe: Eichborndamm 274/284, 277, 279 | 09011931 – Eichborndamm 288 – Wohnhaus und Stall (Lage Wohnhaus) Wohnhaus Fertigstellung: 1874 Entwurf: Gentz Ausführung: Carl Richter Bauherr: Herrmann Piehl Umbau: 1953                       |                                     |
| 09011923 | Eichborndamm 274, 276-280, 282-288 (Lage)                                     | Wohnhäuser und Gemeindebauten Baudenkmale siehe: Eichborndamm 274/284, 277, 279 | Stall Fertigstellung: 1880 Umbau: 1959 Scheune 1880 |                                     |
| 09011923 | Eichborndamm 274, 276-280, 282-288 (Lage)                                     | Wohnhäuser und Gemeindebauten Baudenkmale siehe: Eichborndamm 274/284, 277, 279 | Ehemaliger Bestandteil des Ensembles: |                                     |
| 09011923 | Eichborndamm 274, 276-280, 282-288 (Lage)                                     | Wohnhäuser und Gemeindebauten Baudenkmale siehe: Eichborndamm 274/284, 277, 279 | Unbekannt – Eichborndamm 290 – Wohnhaus und Stall, 1892, Umbauten 1908–1909; Abriss nach 1995 |                                     |

## Denkmalbereiche (Gesamtanlagen)
| Nr.      | Lage | Offizielle Bezeichnung                  | Beschreibung | Bild |
| -------- | --- | --------------------------------------- | --- | ---- |
| 09011922 | Eichborndamm 238/240 (Lage Koloniegebäude A) (Lage Koloniegebäude B) | Gutshof der Dalldorfer Irrenanstalt     | Koloniegebäude A Fertigstellung: 1887 Entwurf und Architekt: Gustav Erdmann Bauherr: Städtische Irrenanstalt Berlin zu Dalldorf                                                                                               |      |
| 09011922 | Eichborndamm 238/240 (Lage Koloniegebäude A) (Lage Koloniegebäude B) | Gutshof der Dalldorfer Irrenanstalt     | Koloniegebäude B |      |
| 09011965 | Fräsersteig 2/86 Roedernallee 57–62 (Lage) | Siedlung Roter Adler                    | 10 Einfamilienreihenhäuser, Fertigstellung: 1937–1938 Entwurf und Architekt: Wolfgang Werner Bauherr: Primus gemeinnützige Siedlungs- und Wohnungsbaugesellschaft mbH                                                         |      |
| 09011965 | Fräsersteig 2/86 Roedernallee 57–62 (Lage) | Siedlung Roter Adler                    | 4 Mehrfamilienzeilenbauten |      |
| 09012009 | Grünlandweg 4/10, 9/29 Am Kesselpfuhl 57/61, 67/71 In den Kaveln 8/10, 11 (Lage) | Siedlung Grünland                       | 10 Zeilenbauten, Fertigstellung: 1926–1927 Entwurf und Architekt: Erwin Anton Gutkind Bauherr: Gruppe Nord gemeinnützige Siedlungsgesellschaft mbH                                                                            |      |
| 09012009 | Grünlandweg 4/10, 9/29 Am Kesselpfuhl 57/61, 67/71 In den Kaveln 8/10, 11 (Lage) | Siedlung Grünland                       | Schuppen |      |
| 09012009 | Grünlandweg 4/10, 9/29 Am Kesselpfuhl 57/61, 67/71 In den Kaveln 8/10, 11 (Lage) | Siedlung Grünland                       | 1 Einfamilienhaus mit Gewerbe |      |
| 09012120 | Lübarser Straße 8/38 (Lage) | Werkzeugmaschinenfabrik Herbert Lindner | Fabrikanlage mit Garten Fertigstellung: 1932–1940 Entwurf und Architekt: Martin Punitzer und Hans Simon Bauherr: Herbert Lindner GmbH (siehe auch Gartendenkmal Fabrikgarten)                                                 |      |
| 09012121 | Lübarser Straße 40/46 (Lage Montagehallen) (Lage Pförtnerhaus) (Lage Verwaltungsgebäude) | Fahrzeugfabrik F. G. Dittmann           | Verwaltungsgebäude Fertigstellung: 1913–1914 Entwurf und Architekt: Bruno Buch Bauherren: Kurt Dittmann und Alfred Dittmann                                                                                                   |      |
| 09012121 | Lübarser Straße 40/46 (Lage Montagehallen) (Lage Pförtnerhaus) (Lage Verwaltungsgebäude) | Fahrzeugfabrik F. G. Dittmann           | Pförtnerhaus |      |
| 09012121 | Lübarser Straße 40/46 (Lage Montagehallen) (Lage Pförtnerhaus) (Lage Verwaltungsgebäude) | Fahrzeugfabrik F. G. Dittmann           | Montagehallen |      |
| 09012208 | Oranienburger Straße 78–80A Roedernallee 92–94 (Lage) | Postamt Wittenau                        | Mietshausgruppe mit Postamt Fertigstellung: 1929 Entwurf und Architekt: Alfred Gersche Bauherr: Heimbau gemeinnützige Beamtensiedlung eGmbH                                                                                   |      |
| 09012212 | Oranienburger Straße 186–193 (Lage) | Neubau Bahnhofsvorplatz                 | Mietshäuser, 2 Wohnzeilen Fertigstellung: 1927 Entwurf und Architekt: Helmut Grisebach und Heinz Rehmann Bauherr: Primus Heimstättengesellschaft mbH                                                                          |      |
| 09012214 | Oranienburger Straße 218–220 Alt-Wittenau 15–17 Frommpromenade 1/3 (Lage) | Mietshausgruppe                         | Wohnanlage Fertigstellung: 1924 Entwurf und Architekt: Kalkmann Bauherr: Primus Heimstättengesellschaft mbH |      |
| 09012215 | Oranienburger Straße 221–228 Alt-Wittenau 74–85A Jathoweg 1–23, 25/27 Taldorfer Weg 1–16 Techowpromenade 2/32 (Lage)                                                                                   | Siedlung Wittenau                       | Siedlung, 7 Zeilenbauten Fertigstellung 1927–1928 Entwurf und Architekt: Hermann Muthesius Ausführung und Bauherr: Fritz Klein Bau- und Siedlungs AG (siehe auch Gartendenkmal Innenhöfe und Vorgärten der Siedlung Wittenau) |      |
| 09012216 | Oranienburger Straße 230–284 Elsenpfuhlstraße 1-11, 12/28, 32/34, 37-60 Im Wolfsgartenfeld 1/5, 6-25 Jansenstraße 4/8, 9-13, 14/20 Kossätenstraße 4/14 Rathauspromenade 2/58 Treutelstraße 3-11 (Lage) | Siedlung Wittenau                       | Mietswohnhäuser, 20 Wohnzeilen Fertigstellung: 1924–1926 Entwurf und Architekt: Hermann Muthesius Ausführung und Bauherr: Fritz Klein Bau- und Siedlungs AG                                                                   |      |
| 09012216 | Oranienburger Straße 230–284 Elsenpfuhlstraße 1-11, 12/28, 32/34, 37-60 Im Wolfsgartenfeld 1/5, 6-25 Jansenstraße 4/8, 9-13, 14/20 Kossätenstraße 4/14 Rathauspromenade 2/58 Treutelstraße 3-11 (Lage) | Siedlung Wittenau                       | 34 Doppelwohnhäuser |      |
| 09012216 | Oranienburger Straße 230–284 Elsenpfuhlstraße 1-11, 12/28, 32/34, 37-60 Im Wolfsgartenfeld 1/5, 6-25 Jansenstraße 4/8, 9-13, 14/20 Kossätenstraße 4/14 Rathauspromenade 2/58 Treutelstraße 3-11 (Lage) | Siedlung Wittenau                       | Garagen |      |
| 09012217 | Oranienburger Straße 285 (Lage) Olbendorfer Weg 50, 70 (Lage) | Karl-Bonhoeffer-Nervenklinik            | Verwaltungsgebäude mit Krankenhaus-Kapelle (Haus 14) Fertigstellung: 1877–1879 Entwurf und Architekt: Hermann Blankenstein Bauherr: Magistrat von Berlin, Städtische Irren-Pflegeanstalt zu Dalldorf                          |      |
| 09012217 | Oranienburger Straße 285 (Lage) Olbendorfer Weg 50, 70 (Lage) | Karl-Bonhoeffer-Nervenklinik            | 10 Patientengebäude in 4 halboffenen Höfen |      |
| 09012217 | Oranienburger Straße 285 (Lage) Olbendorfer Weg 50, 70 (Lage) | Karl-Bonhoeffer-Nervenklinik            | Flachbau südlich von Haus 1 |      |
| 09012217 | Oranienburger Straße 285 (Lage) Olbendorfer Weg 50, 70 (Lage) | Karl-Bonhoeffer-Nervenklinik            | Haus 2 |      |
| 09012217 | Oranienburger Straße 285 (Lage) Olbendorfer Weg 50, 70 (Lage) | Karl-Bonhoeffer-Nervenklinik            | Haus 22 |      |
| 09012217 | Oranienburger Straße 285 (Lage) Olbendorfer Weg 50, 70 (Lage) | Karl-Bonhoeffer-Nervenklinik            | Wirtschaftshaus (Kesselhaus und alte Küche) mit Wasserturm |      |
| 09012217 | Oranienburger Straße 285 (Lage) Olbendorfer Weg 50, 70 (Lage) | Karl-Bonhoeffer-Nervenklinik            | Eiskeller |      |
| 09012217 | Oranienburger Straße 285 (Lage) Olbendorfer Weg 50, 70 (Lage) | Karl-Bonhoeffer-Nervenklinik            | Schuppen |      |
| 09012217 | Oranienburger Straße 285 (Lage) Olbendorfer Weg 50, 70 (Lage) | Karl-Bonhoeffer-Nervenklinik            | Beamtenwohnhaus (Haus 20) |      |
| 09012217 | Oranienburger Straße 285 (Lage) Olbendorfer Weg 50, 70 (Lage) | Karl-Bonhoeffer-Nervenklinik            | Leichenhalle (Haus 9) |      |
| 09012217 | Oranienburger Straße 285 (Lage) Olbendorfer Weg 50, 70 (Lage) | Karl-Bonhoeffer-Nervenklinik            | Alte Turnhalle |      |
| 09012217 | Oranienburger Straße 285 (Lage) Olbendorfer Weg 50, 70 (Lage) | Karl-Bonhoeffer-Nervenklinik            | Nördlicher Flachbau |      |
| 09012217 | Oranienburger Straße 285 (Lage) Olbendorfer Weg 50, 70 (Lage) | Karl-Bonhoeffer-Nervenklinik            | Verbindungstrakt (ist in Denkmalkarte eingezeichnet) |      |
| 09012217 | Oranienburger Straße 285 (Lage) Olbendorfer Weg 50, 70 (Lage) | Karl-Bonhoeffer-Nervenklinik            | Pförtnerhäuschen |      |
| 09012217 | Oranienburger Straße 285 (Lage) Olbendorfer Weg 50, 70 (Lage) | Karl-Bonhoeffer-Nervenklinik            | Ev. Dietrich-Bonhoeffer-Kirche Fertigstellung: 1967–1968 Entwurf und Architekt: Bodo Fleischer |      |
| 09012217 | Oranienburger Straße 285 (Lage) Olbendorfer Weg 50, 70 (Lage) | Karl-Bonhoeffer-Nervenklinik            | Wilhelm-Sander-Haus, 1982–1987 von Joachim Ganz und Walter Rolfes |      |
| 09012236 | Pannwitzstraße 42/58A Olbendorfer Weg 16/20 (Lage) | Siedlung Stadtpark                      | Siedlung, 3 Wohnzeilen Fertigstellung: 1938–1939 Entwurf und Architekt: Wolfgang Werner Bauherr: Primus gemeinnützige Siedlungs- und Wohnungsbaugesellschaft mbH                                                              |      |
| 09012396 | Techowpromenade 35/43 Alt-Wittenau Spießweg 1/3 (Lage) | Kath. St.-Nikolaus-Kirche               | Kirche Fertigstellung: 1959–1961 Entwurf und Architekt: Heinz Völker und Rolf Grosse Bauherr: Kirchengemeinde St. Nikolaus |      |
| 09012396 | Techowpromenade 35/43 Alt-Wittenau Spießweg 1/3 (Lage) | Kath. St.-Nikolaus-Kirche               | Pfarrhaus, Gemeindehaus, Kindertagesstätte |      |
| 09012396 | Techowpromenade 35/43 Alt-Wittenau Spießweg 1/3 (Lage) | Kath. St.-Nikolaus-Kirche               | Pergola zwischen Kirche und Pfarrhaus |      |
| 09012446 | Weinbrennerweg 1–10B Knauerstraße 2–19 Roedernallee 158–164 Thyssenstraße 14/22 (Lage) | Wohnhauszeilen                          | 10 Wohnzeilen Fertigstellung: 1931 Entwurf und Architekt: Erwin Anton Gutkind |      |
| 09012446 | Weinbrennerweg 1–10B Knauerstraße 2–19 Roedernallee 158–164 Thyssenstraße 14/22 (Lage) | Wohnhauszeilen                          | Garagenzeile |      |
| 09012456 | Wilhelm-Gericke-Straße 10–14F (Lage) | Wohnhauszeilen                          | 3 Wohnzeilen' Fertigstellung: 1956–1958 Entwurf und Architekt: Gerhard Riwalsky Bauherr: Kriegersiedlung GmbH, gemeinnütziges Wohnungsunternehmen                                                                             |      |

## Baudenkmale
| Nr.      | Lage                                                         | Offizielle Bezeichnung                                                           | Beschreibung | Bild |
| -------- | ------------------------------------------------------------ | -------------------------------------------------------------------------------- | --- | ---- |
| 09011769 | Alt-Wittenau (Lage)                                          | Ev. Dorfkirche Bestandteil des Ensembles: Ortskern Wittenau                      | Kirche, Fertigstellung: 1486–1500 Dachturm: 1799 Umbau: um 1830, 1956–1957 Entwurf: Erich Rißmann (siehe auch Gartendenkmal Dorfanger)                                                                                     |      |
| 09011769 | Alt-Wittenau (Lage)                                          | Ev. Dorfkirche Bestandteil des Ensembles: Ortskern Wittenau                      | Eisenguß-Grabstele neben dem Westportal der Dorfkirche, nach 1799 (D) |      |
| 09011772 | Alt-Wittenau 8–12 (Lage)                                     | Volksschule Wittenau                                                             | Schule und Bibliothek Fertigstellung: 1928–1931 Entwurf und Architekt: Jean Krämer und Hans Krecke Ausführung und Bauherr: Bezirksamt Reinickendorf, Hochbau- und Siedlungsamt heutige Nutzung: Jean-Krämer-Sekundarschule |      |
| 09011773 | Alt-Wittenau 21–22 (Lage)                                    | Mietshausgruppe                                                                  | Fertigstellung: 1924 Entwurf und Architekt: Fritz Buck Bauherr: Primus Heimstättengesellschaft mbH |      |
| 09011774 | Alt-Wittenau 30-31 (Lage)                                    | Haus Rißmann Bestandteil des Ensembles: Ortskern Wittenau                        | Wohnhaus Fertigstellung: 1931 Entwurf und Ausführung: Gotthold Rißmann Bauherr: Gotthold Rißmann Umbau: 1973 |      |
| 09011775 | Alt-Wittenau 32A (Lage)                                      | Villa Schultze Bestandteil des Ensembles: Ortskern Wittenau                      | Wohnhaus Fertigstellung: 1894 Entwurf: Franz Wähler Ausführung: Baufirma Heinrich Richter Vorgarteneinfriedung Fertigstellung: 1910                                                                                        |      |
| 09011764 | Alt-Wittenau 34 Eichborndamm 256/260 (Lage Villa)            | Hof Witte Bestandteil des Ensembles: Ortskern Wittenau                           | Villa & Vorgarten- und Hofeinfriedung Fertigstellung: 1892 Entwurf und Bauherr: Peter Witte Umbau: 1942 und 1956 |      |
| 09011764 | Alt-Wittenau 34 Eichborndamm 256/260 (Lage Villa)            | Hof Witte Bestandteil des Ensembles: Ortskern Wittenau                           | Scheune (Werkstatt) Fertigstellung: 1894 Bauherr: Albert Witte |      |
| 09011764 | Alt-Wittenau 34 Eichborndamm 256/260 (Lage Villa)            | Hof Witte Bestandteil des Ensembles: Ortskern Wittenau                           | Wagenremise Fertigstellung: 1895 |      |
| 09011764 | Alt-Wittenau 34 Eichborndamm 256/260 (Lage Villa)            | Hof Witte Bestandteil des Ensembles: Ortskern Wittenau                           | Lager-, Bürogebäude und Stall Fertigstellung: 2. Hälfte des 19. Jahrhunderts Umbau: 1930–1931 (Garageneinbau) und nach 1945                                                                                                |      |
| 09011770 | Alt-Wittenau 37-37B, 37L-N (Lage Wohnhaus)                   | Bauernhof Siedtmann Bestandteil des Ensembles: Ortskern Wittenau                 | Wohnhaus Fertigstellung: 1895 Entwurf: Johannes Ernst |      |
| 09011770 | Alt-Wittenau 37-37B, 37L-N (Lage Wohnhaus)                   | Bauernhof Siedtmann Bestandteil des Ensembles: Ortskern Wittenau                 | Stall Fertigstellung: 1889 Entwurf: Carl Richter |      |
| 09011770 | Alt-Wittenau 37-37B, 37L-N (Lage Wohnhaus)                   | Bauernhof Siedtmann Bestandteil des Ensembles: Ortskern Wittenau                 | Scheune Fertigstellung: um 1890 |      |
| 09011771 | Alt-Wittenau 38-38V (Lage Wohnhaus)                          | Lehnschulzenhof Rosentreter Bestandteil des Ensembles: Ortskern Wittenau         | Wohnhaus Fertigstellung: 1865 |      |
| 09011771 | Alt-Wittenau 38-38V (Lage Wohnhaus)                          | Lehnschulzenhof Rosentreter Bestandteil des Ensembles: Ortskern Wittenau         | Stall Fertigstellung: 1855 Umbau: 1882 |      |
| 09011771 | Alt-Wittenau 38-38V (Lage Wohnhaus)                          | Lehnschulzenhof Rosentreter Bestandteil des Ensembles: Ortskern Wittenau         | Scheune Fertigstellung: 1895 Pferdestall Fertigstellung: um 1870 Kutscher- und Remisenhaus Fertigstellung: 1908 Entwurf: Carl Behrend                                                                                      |      |
| 09011776 | Alt-Wittenau 56 (Lage)                                       | Restaurant zur Dorfaue Bestandteil des Ensembles: Ortskern Wittenau              | Wohnhaus Fertigstellung: um 1860 Stall Fertigstellung: 1893 |      |
| 09011776 | Alt-Wittenau 56 (Lage)                                       | Restaurant zur Dorfaue Bestandteil des Ensembles: Ortskern Wittenau              | Restaurant und Stubenanbau Fertigstellung: 1896 |      |
| 09011767 | Alt-Wittenau 66 Eichborndamm 242/254 (Lage Wohnhaus)         | Gutshof Wittenau Bestandteil des Ensembles: Ortskern Wittenau                    | Wohnhaus Fertigstellung: um 1810 |      |
| 09011767 | Alt-Wittenau 66 Eichborndamm 242/254 (Lage Wohnhaus)         | Gutshof Wittenau Bestandteil des Ensembles: Ortskern Wittenau                    | Scheune mit Kuhstall Fertigstellung: 1886 Entwurf und Architekt: Gustav Erdmann Bauherr: Städtische Irrenanstalt Berlin zu Dalldorf Erweiterung: 1929 Umbau: 1960, Umbau 1960                                              |      |
| 09011767 | Alt-Wittenau 66 Eichborndamm 242/254 (Lage Wohnhaus)         | Gutshof Wittenau Bestandteil des Ensembles: Ortskern Wittenau                    | Wirtschaftsgebäude, um 1870 |      |
| 09011777 | Alt-Wittenau 68-69 (Lage Wohnhaus)                           | Kossätenhof Niether Bestandteil des Ensembles: Ortskern Wittenau                 | Wohnhaus Fertigstellung: um 1873 (siehe auch Gartendenkmal Vorgarten) |      |
| 09011777 | Alt-Wittenau 68-69 (Lage Wohnhaus)                           | Kossätenhof Niether Bestandteil des Ensembles: Ortskern Wittenau                 | Holzveranda Fertigstellung: 1911 |      |
| 09011777 | Alt-Wittenau 68-69 (Lage Wohnhaus)                           | Kossätenhof Niether Bestandteil des Ensembles: Ortskern Wittenau                 | Stall Fertigstellung: um 1870 |      |
| 09011777 | Alt-Wittenau 68-69 (Lage Wohnhaus)                           | Kossätenhof Niether Bestandteil des Ensembles: Ortskern Wittenau                 | Scheune Fertigstellung: 1894 |      |
| 09011777 | Alt-Wittenau 68-69 (Lage Wohnhaus)                           | Kossätenhof Niether Bestandteil des Ensembles: Ortskern Wittenau                 | Vorgarteneinfriedung Fertigstellung: 1910 |      |
| 09011778 | Alt-Wittenau 89–91 (Lage)                                    | Geschi-Brotfabrik                                                                | Hallenanbau und Einfriedung Fertigstellung: 1933 Entwurf und Architekt: Julius Lichtenstein Bauherr: Stahl und Mante Backwaren AG                                                                                          |      |
| 09011779 | Alt-Wittenau 95 (Lage)                                       | Mühlengehöft Graetz                                                              | Wohnhaus und Einfriedung Fertigstellung: 1880 Entwurf und Ausführung: Carl Sott Bauherr: Ignatz Graetz Umbau: 1980 |      |
| 09011792 | Am Grüngürtel 9/11 (Lage)                                    | Siedlung Wolfsgarten                                                             | Doppelwohnhaus Fertigstellung: 1926 Entwurf und Architekt: Erwin Anton Gutkind Bauherr: Gruppe Nord gemeinnützige Siedlungsgesellschaft mbH                                                                                |      |
| 09011797 | Am Priesteracker 6A/8 (Lage)                                 | Siedlung Steinberg                                                               | Doppelwohnhaus Fertigstellung: 1925 Entwurf und Architekt: Erwin Anton Gutkind Bauherr: Gruppe Nord gemeinnützige Siedlungsgesellschaft mbH                                                                                |      |
| 09011798 | Am Priesteracker 17/19 (Lage)                                | Siedlung Steinberg                                                               | Doppelwohnhaus Fertigstellung: 1925–1926 Entwurf und Architekt: Erwin Anton Gutkind Bauherr: Gruppe Nord gemeinnützige Siedlungsgesellschaft mbH                                                                           |      |
| 09011920 | Eichborndamm 180/182 (Lage)                                  | Siedlung Stadtpark                                                               | Doppelwohnhaus Fertigstellung: 1924–1925 Entwurf und Architekt: Erwin Anton Gutkind Bauherr: Gruppe Nord gemeinnützige Siedlungsgesellschaft mbH                                                                           |      |
| 09011921 | Eichborndamm 215/239 (Lage)                                  | Rathaus Reinickendorf                                                            | Rathaus Fertigstellung: 1910–1911 Entwurf und Architekt: Fritz Beyer Bauherr: Landgemeinde Wittenau Umbau und Erweiterungen: 1950–1955 und 1955–1957 Entwurf: Hochbauamt Reinickendorf                                     |      |
| 09011921 | Eichborndamm 215/239 (Lage)                                  | Vorplatz und Ostseebrunnen Fertigstellung:1957 Entwurf: Irene Schultze-Seehof    | Rathaus Fertigstellung: 1910–1911 Entwurf und Architekt: Fritz Beyer Bauherr: Landgemeinde Wittenau Umbau und Erweiterungen: 1950–1955 und 1955–1957 Entwurf: Hochbauamt Reinickendorf                                     |      |
| 09011924 | Eichborndamm 274/284 (Lage)                                  | Gemeindeschule und Gemeindebüro Dalldorf Bestandteil des Ensembles: Eichborndamm | Schule & Gemeindebau Fertigstellung: um 1900 Bauherr: Landgemeinde Dalldorf Umbau: 1953 |      |
| 09011925 | Eichborndamm 277 (Lage)                                      | Dessinsche Häuser Bestandteil des Ensembles: Eichborndamm                        | Wohnhaus Fertigstellung: 1893 Entwurf: H. Reimer Bauherr: Karl Dessin Umbau: 1954 |      |
| 09011925 | Eichborndamm 277 (Lage)                                      | Dessinsche Häuser Bestandteil des Ensembles: Eichborndamm                        | Stallgebäude |      |
| 09011926 | Eichborndamm 279 (Lage)                                      | Dessinsche Häuser Bestandteil des Ensembles: Eichborndamm                        | Wohnhaus Fertigstellung: 1893 Entwurf: H. Reimer Bauherr: Karl Dessin Umbau: 1954 |      |
| 09011926 | Eichborndamm 279 (Lage)                                      | Dessinsche Häuser Bestandteil des Ensembles: Eichborndamm                        | Stallgebäude |      |
| 09012005 | Gorkistraße 180/182 (Lage)                                   | Siedlung Grünland                                                                | Doppelwohnhaus Fertigstellung: 1925 Entwurf und Architekt: Erwin Anton Gutkind Bauherr: Gruppe Nord gemeinnützige Siedlungsgesellschaft mbH                                                                                |      |
| 09012006 | Gorkistraße 202 (Lage)                                       | Siedlung Grünland                                                                | Wohnhaus Fertigstellung: 1925 Entwurf und Architekt: Erwin Anton Gutkind Bauherr: Gruppe Nord gemeinnützige Siedlungsgesellschaft mbH                                                                                      |      |
| 09012007 | Gorkistraße 210 (Lage)                                       | Siedlung Grünland                                                                | Wohnhaus Fertigstellung: 1924–1925 Entwurf und Architekt: Erwin Anton Gutkind Bauherr: Gruppe Nord gemeinnützige Siedlungsgesellschaft mbH                                                                                 |      |
| 09012179 | Olbendorfer Weg 9/11 (Lage)                                  | Siedlung Stadtpark                                                               | Doppelwohnhaus Fertigstellung: 1925 und 1937 Entwurf und Architekt: Erwin Anton Gutkind Bauherr: Gruppe Nord gemeinnützige Siedlungsgesellschaft mbH                                                                       |      |
| 09012203 | Oranienburger Straße 34 (Lage)                               | Villa Humboldthöhe                                                               | Fertigstellung: 1889 Entwurf und Ausführung: C. Bredereck Bauherr: Wilhelm Gericke (Kaufmann) |      |
| 09012203 | Oranienburger Straße 35 (Lage)                               | Denkmalverlust: Fachwerk                                                         | Wohnhaus (Fachwerk) Fertigstellung: 1875 Entwurf und Ausführung: Carl Reuter, Integriert in Neubau, 2016 gestrichen |      |
| 09012203 | Oranienburger Straße 35 (Lage)                               | Denkmalverlust: Fachwerk                                                         | Fachwerkremise Fertigstellung: 1875 Entwurf und Ausführung: Carl Reuter, Abriss vor 2000 |      |
| 09012204 | Oranienburger Straße 70–71 (Lage)                            | Wohnhaus                                                                         | Doppelwohnhaus Fertigstellung: 1924 Entwurf: Hans Krecke und Reppen Ausführung: Baufirma G. Rissmann und Sohn Bauherr: Primus Heimstättengesellschaft mbH                                                                  |      |
| 09012205 | Oranienburger Straße 73 (Lage)                               | Wohnhaus mit Vorgarteneinfriedung                                                | Wohnhaus und Einfriedung Fertigstellung: 1924 Entwurf: Hans Krecke und Reppen Ausführung: Baufirma G. Rissmann und Sohn Bauherr: Primus Heimstättengesellschaft mbH                                                        |      |
| 09012206 | Oranienburger Straße 75 (Lage)                               | Wohnhaus mit Vorgarteneinfriedung                                                | Wohnhaus und Einfriedung Fertigstellung: 1924 Entwurf: Hans Krecke und Reppen Ausführung: Baufirma G. Rissmann und Sohn Bauherr: Primus Heimstättengesellschaft mbH                                                        |      |
| 09012207 | Oranienburger Straße 77 (Lage)                               | Wohnhaus mit Vorgarteneinfriedung                                                | Wohnhaus und Einfriedung Fertigstellung: 1924 Entwurf: Hans Krecke und Reppen Ausführung: Baufirma G. Rissmann und Sohn Bauherr: Primus Heimstättengesellschaft mbH                                                        |      |
| 09012209 | Oranienburger Straße 80B Roedernallee (Lage)                 | Tankstelle                                                                       | Fertigstellung: 1931 Entwurf und Bauherr: Reichskraftsprit GmbH, Abteilung Tankstellenbau (RKS) heutige Nutzung: Filiale einer Bank                                                                                        |      |
| 09012210 | Oranienburger Straße 98A–B (Lage)                            | S-Bahnhof Wittenau (Nordbahn)                                                    | Empfangshalle Fertigstellung: 1909–1910 Entwurf: Karl Cornelius, Ernst Schwartz und Alfred Lücking Bauherr: Königliche Eisenbahndirektion Berlin                                                                           |      |
| 09012210 | Oranienburger Straße 98A–B (Lage)                            | S-Bahnhof Wittenau (Nordbahn)                                                    | Bahnsteig mit Aufbauten Verlängerung des Bahnsteiges: 1977 Umbau: um 1987 |      |
| 09012211 | Oranienburger Straße 170 (Lage)                              | Maschinenfabrik M. E. Queitzsch KG                                               | Bürokopfbau und Montagehalle Fertigstellung: 1935–1936 Entwurf und Architekt: Martin Punitzer Bauherr: Frieda Queitzsch |      |
| 09012213 | Oranienburger Straße 204 (Lage)                              | Landhaus Bausdorf                                                                | Fertigstellung: 1909–1910 Entwurf und Architekt: Paul Sommerschuh Bauherr: Rudolf Bausdorf |      |
| 09012235 | Pannwitzstraße 27 (Lage)                                     | Siedlung Stadtpark                                                               | Wohnhaus Fertigstellung: 1927 Entwurf und Architekt: Erwin Anton Gutkind Bauherr: Gruppe Nord gemeinnützige Siedlungsgesellschaft mbH                                                                                      |      |
| 09012237 | Pannwitzstraße 45 (Lage)                                     | Siedlung Stadtpark                                                               | Wohnhaus Fertigstellung: 1929 Entwurf und Architekt: Erwin Anton Gutkind Bauherr: Gruppe Nord gemeinnützige Siedlungsgesellschaft mbH                                                                                      |      |
| 09012238 | Pannwitzstraße 85/87 (Lage)                                  | Siedlung Stadtpark                                                               | Doppelwohnhaus und Ställe Fertigstellung: 1924–1925 Entwurf und Architekt: Erwin Anton Gutkind Bauherr: Gruppe Nord gemeinnützige Siedlungsgesellschaft mbH                                                                |      |
| 09012246 | Rathauspromenade (gegenüber 20) (Lage) (gegenüber 44) (Lage) | Grenzsteine                                                                      | Fertigstellung: um 1896 Bauherr: Magistrat von Berlin |      |
| 09012290 | Roedernallee 118 Alt-Wittenau (Lage)                         | Mühlengehöft Graetz                                                              | Wohnhaus Fertigstellung: um 1850 |      |
| 09012290 | Roedernallee 118 Alt-Wittenau (Lage)                         | Mühlengehöft Graetz                                                              | Seitenwohngebäude Fertigstellung: 1873 Entwurf: F. Heine und C. Behrendt Hofeinfriedung an der Straße Alt-Wittenau Fertigstellung: um 1890                                                                                 |      |
| 09012290 | Roedernallee 118 Alt-Wittenau (Lage)                         | Mühlengehöft Graetz                                                              | Gaststättenumbau und Einfriedung des Schankgartens an der Roedernallee Fertigstellung: 1909–1910 |      |
| 09012290 | Roedernallee 118 Alt-Wittenau (Lage)                         | Mühlengehöft Graetz                                                              | Stall Fertigstellung: 1877 Entwurf: F. Heine und C. Behrendt |      |
| 09012294 | Rosentreterpromenade 17 (Lage)                               | Siedlung Steinberg                                                               | Wohnhaus Fertigstellung: 1925 Entwurf und Architekt: Erwin Anton Gutkind Bauherr: Gruppe Nord gemeinnützige Siedlungsgesellschaft mbH                                                                                      |      |
| 09012295 | Rosentreterpromenade 29 (Lage)                               | Siedlung Steinberg                                                               | Wohnhaus Fertigstellung: 1925 Entwurf und Architekt: Erwin Anton Gutkind Bauherr: Gruppe Nord gemeinnützige Siedlungsgesellschaft mbH                                                                                      |      |
| 09012296 | Rosentreterpromenade 31/33 (Lage)                            | Siedlung Steinberg                                                               | Doppelwohnhaus Fertigstellung: 1925 Entwurf und Architekt: Erwin Anton Gutkind Bauherr: Gruppe Nord gemeinnützige Siedlungsgesellschaft mbH                                                                                |      |
| 09012297 | Rotbuchenweg 10/12 (Lage)                                    | Siedlung Stadtpark                                                               | Doppelwohnhaus Fertigstellung: 1924–1925 Entwurf und Architekt: Erwin Anton Gutkind Bauherr: Gruppe Nord gemeinnützige Siedlungsgesellschaft mbH                                                                           |      |
| 09012403 | Thiloweg 1 (Lage)                                            | Siedlung Wolfsgarten, Haus Siebenhaar                                            | Wohnhaus Fertigstellung: 1925–1926 Entwurf und Architekt: Erwin Anton Gutkind Bauherr: Gruppe Nord gemeinnützige Siedlungsgesellschaft mbH                                                                                 |      |
| 09012404 | Thiloweg 2 (Lage Feierhalle)                                 | Städtischer Friedhof Wittenau                                                    | Feierhalle Fertigstellung: 1907–1908 Entwurf: Georg Klinner Ausführung: Johannes Ernst Bauherr: Landgemeinde Wittenau |      |
| 09012404 | Thiloweg 2 (Lage Feierhalle)                                 | Städtischer Friedhof Wittenau                                                    | Einfriedung |      |
| 09012444 | Wallenroder Straße 4 (Lage)                                  | Fernheizwerk mit Schornstein und Gleisanschluss                                  | Fernheizwerk, Schornstein und Gleisanlage Fertigstellung: 1966–1972 Entwurf: Fridtjof F. Schliephacke Ausführung: Steinkohle Elektrizität-AG Bauherr: Beratungsgesellschaft für Gewerbebau mbH und Co. KG                  |      |
| 09012444 | Wallenroder Straße 4 (Lage)                                  | Fernheizwerk mit Schornstein und Gleisanschluss                                  | Reglerhäuschen Fertigstellung: 1967 Entwurf: Haseloff |      |
| 09012461 | Wittenauer Straße 68/70 (Lage)                               | Luftschutzbunker                                                                 | Luftschutzbunker und Hochbunker Fertigstellung: um 1940 Entwurf: Speer (Baustab), Bauleitung Nord |      |
| 09012462 | Wittenauer Straße 76/80 (Lage)                               | Luftschutzbunker                                                                 | Luftschutzbunker, Bunker und Hochbunker Fertigstellung: um 1940 Entwurf: Speer (Baustab), Bauleitung Nord |      |

## Gartendenkmale
| Nr.      | Lage | Offizielle Bezeichnung                                   | Beschreibung | Bild |
| -------- | --- | -------------------------------------------------------- | --- | ---- |
| 09046220 | Alt-Wittenau (Lage)                                                                                                  | Dorfanger Bestandteil des Ensembles: Ortskern Wittenau   | (siehe auch Baudenkmal Ev. Dorfkirche) |      |
| 09046221 | Alt-Wittenau 68-69 (Lage)                                                                                            | Vorgarten Bestandteil des Ensembles: Ortskern Wittenau   | (siehe auch Baudenkmal Kossätenhof Niether) |      |
| 09046222 | Am Rathauspark (Lage)                                                                                                | Rathauspark                                              | Öffentliche Grünanlage Fertigstellung: um 1934 Bauherr: Bezirksamt Reinickendorf                                                                                               |      |
| 09046237 | Gorkistraße (Lage)                                                                                                   | Triftpark                                                | Öffentliche Grünanlage Fertigstellung: um 1928 Bauherr: Bezirksamt Reinickendorf                                                                                               |      |
| 09046242 | Lübarser Straße 8/38 (Lage)                                                                                          | Fabrikgarten der Werkzeugmaschinenfabrik Herbert Lindner | Fertigstellung: 1932 Entwurf und Gartenarchitekt: Richard Lesser und Ludwig Lesser Bauherr: Herbert Lindner (siehe auch Gesamtanlage: Werkzeugmaschinenfabrik Herbert Lindner) |      |
| 09046245 | Oranienburger Straße 221–228 Alt-Wittenau 74–85A Jathoweg 1–23, 25/27 Taldorfer Weg 1–16 Techowpromenade 2/32 (Lage) | Innenhöfe und Vorgärten der Siedlung Wittenau            | Östlicher Innenhof, Fertigstellung: 1929 (siehe auch Gesamtanlage Siedlung Wittenau)                                                                                           |      |
| 09046245 | Oranienburger Straße 221–228 Alt-Wittenau 74–85A Jathoweg 1–23, 25/27 Taldorfer Weg 1–16 Techowpromenade 2/32 (Lage) | Innenhöfe und Vorgärten der Siedlung Wittenau            | Westlicher Innenhof |      |
| 09046245 | Oranienburger Straße 221–228 Alt-Wittenau 74–85A Jathoweg 1–23, 25/27 Taldorfer Weg 1–16 Techowpromenade 2/32 (Lage) | Innenhöfe und Vorgärten der Siedlung Wittenau            | Vorgärten |      |
| 09046246 | Oranienburger Straße (Lage)                                                                                          | Volkspark Wittenau                                       | Öffentliche Grünanlage Fertigstellung: 1924–1927 Entwurf und Gartenarchitekt: Karl Löwenhagen                                                                                  |      |
| 09046249 | Rosentreterpromenade (Lage)                                                                                          | Promenade                                                | Fertigstellung: um 1928 |      |
| 09046255 | Waidmannsluster Damm (Lage)                                                                                          | Steinbergpark                                            | Öffentliche Grünanlage Fertigstellung: 1924–1933 Entwurf und Gartenarchitekt: Franz Kuhrt und Karl Löwenhagen Bauherr: Bezirksamt Reinickendorf                                |      |

## Ehemalige Denkmale
| Nr.       | Lage                    | Offizielle Bezeichnung | Beschreibung                                                                        | Bild |
| --------- | ----------------------- | ---------------------- | ----------------------------------------------------------------------------------- | ---- |
| unbekannt | Cyclopstraße (Lage)     | Pissoir                | um 1910                                                                             |      |
| 09012320  | Sangestraße 8/10 (Lage) | Doppelwohnhaus         | Siedlung Grünland, 1926 von Erwin Anton Gutkind; nach 2007 Denkmalschutz aufgehoben |      |